# 匼河遗址

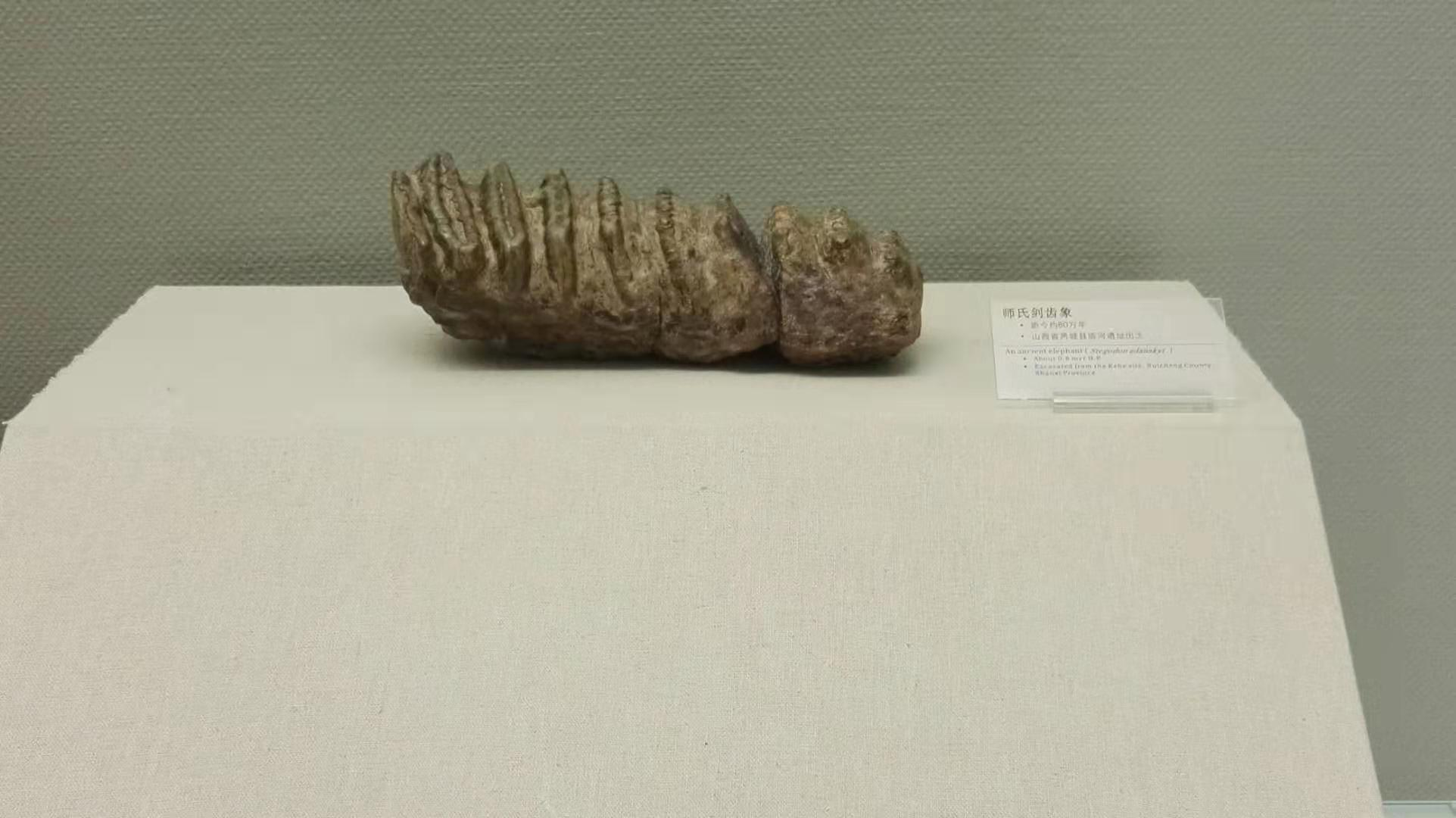
匼河遺址出土的師氏劍齒象化石（80萬年前），山西博物院藏

匼河遗址（匼音kē），位于山西省运城市芮城县风陵渡镇匼河村一带，是中华人民共和国全国重点文物保护单位之一。
1965年5月24日，公布为山西省文物保护单位，编号1-10。2013年5月公布为全国重点文物保护单位，是一座古遗址。